# عبد الرحمن الجبرتي

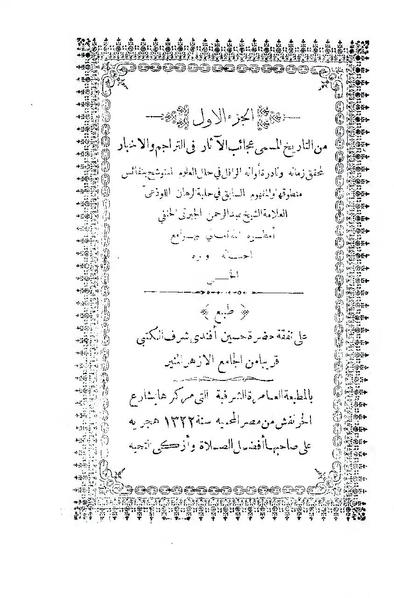
تاريخ الجبرتي

بُرْهَانُ ٱلدِّينِ عَبْدُ ٱلرَّحْمَـٰنِ بْنُ حَسَنٍ ٱلْجَبَرْتِيُّ (1167 - 1237 هـ = 1754 - 1822 م)، مؤرخٌ ارتري الأصل، عاصر الحملة الفَرَنسية على مِصر، ووصفها بتفصيلٍ في كتابه «عجائب الآثار في التراجم والأخبار» المعروفِ اختصارًا بـ «تاريخ الجَبَرْتِيِّ» وهو من أمهات مراجع تلك الحِقبة المهمة من تاريخ مِصر. قدم أبو جده من بلاد جَبَرْت -وهي بلاد زَيْلَع، إحدى قوميات دولة ارتريا إلى القاهرة للدراسة في الأزهر، واستقر بها.

## أصله
يذكر المؤرخون أنه هاشمي الأصل نسبًا، نزح أسلافهم من شبه الجزيرة العربية إلى اريتريا وأثيوبيا ومصر وغيرها من أقطار الوطن العربي.

### والده
كما يذكرون أن والد المؤرخ ( حسن بن إبراهيم بن حسن بن علي بن محمد بن عبد الرحمن الجبرتي ) كان من أعلام علماء الأزهر الشريف في عصره، وكان يقوم بالتدريس فيه وفي مدرسة السنانية ببولاق بجامع سنان باشا، وكان على جانب كبير من الثراء، فكان له 3 بيوت في القاهرة (بالصنادقية وعلى نهر النيل ببولاق وبمصر القديمة)، وكانت مكتبته عامرة بالكتب القيمة والمخطوطات النادرة، كما كانت دوره آهلة في كل وقت بالعلماء والمجاورين (طلاب الأزهر كان يطلق عليهم المجاورين نظراً لتجاورهم في السكنى جنب بعضهم البعض ومنهم سليمان الحلبي).

## نشأته

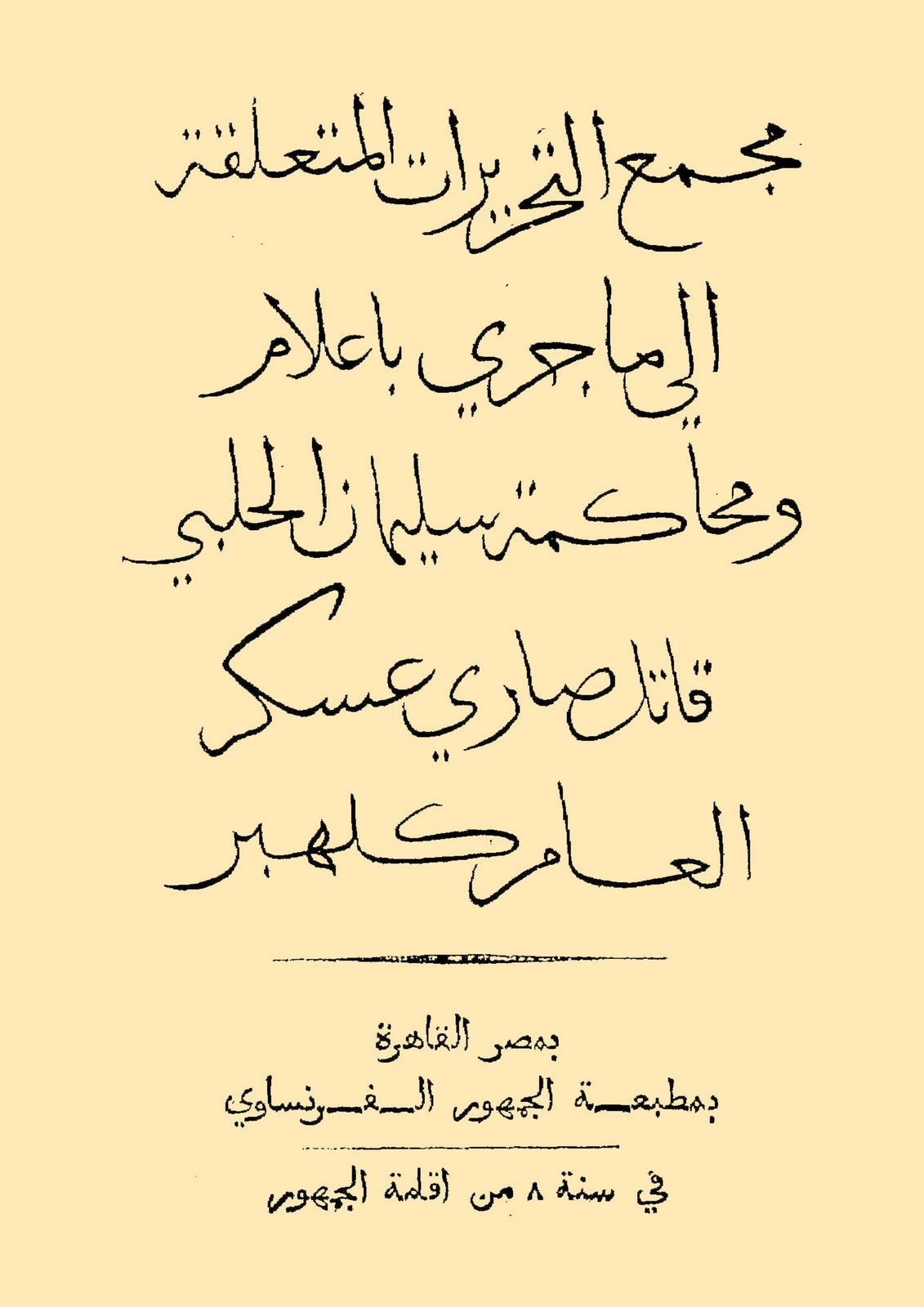
The book of "Sulayman al-Halaby Trial and killing of Sari Askar Klieber" by al-Jabarti.jpg

في هذا البيت العامر بالعلم والدين والأدب ولِد الشيخ عبد الرحمن الجبرتي في عام 1167 هـ أي في النصف الثاني من القرن الثاني عشر الهجري الموافق لعام 1754م أي في منتصف القرن الثامن عشر الميلادي. وهو الابن الوحيد الذي عاش من أبنائه الذكور، فاهتمّ به كثيراً بعد أن لمس فيه الذكاء والفهم ورجاحة العقل، فقد حفظ الشيخ عبد الرحمن القرآن الكريم وهو في سن الحادية عشرة وهي سن صغيرة، وكان يحفظ الكثير من الأحاديث والروايات والأخبار التي كان يقصها والده على المشايخ والعلماء الذين كانوا دائمي التردد على منزله. ولهذا صار والده يخصه بأن يروي له أحداث العصر وأخبار الولاة والعلماء الذين عرفوه وعرفهم.
توفي والده وترك له أموالاً طائلة وصداقات عديدة أكثرها من المشايخ والمريدين والأمراء والحكام؛ وواصل عبد الرحمن دراسته إلى أن تخرج في الأزهر بعد أن درس علوم الفقه واللغة. ثم عكف على خزانة والده يستزيد من علوم الفلك والحساب والهندسة وغير ذلك.

## حياته
صار الشيخ الجبرتي يعقد حلقات التدريس كما جرت عادة علماء الأزهر الشريف في هذه الحقبة وهنا خَبرَ الشيخ عبد الرحمن الجبرتي أخبار العلماء وأخلاقهم، وكان في داخله لا يشعر بالرضا عن أعمال وأخلاق زملائه في الأزهر ولعل عدم الرضى هذا هو المسؤول عن ملكة النقد والتحليل الذي عرف به الجبرتي عند كتاباته لتراجم الرجال. فقد أخذ على هؤلاء العلماء عدة مآخذ منها افتتانهم بالدنيا وعدم إخلاصهم للعلم وحرصهم على جمع الأموال، واستخدامهم لكثير من الخدم والمقدمين والأعوان، ومخاصماتهم الكثيرة مع بعضهم البعض ومن هنا تولدت عند الشيخ الجبرتي جذور الإدراك والفهم لأخلاق الرجال، وطبيعة المشكلات التي يمرون بها في تلك الفترة.

### رحلاته في بلدان مصر
بعد أن توفي والده وهو في سن الحادية والعشرين من عمره أخذ الجبرتي يتنقل في أنحاء مصر ليعرف مواقعها، ويتصل بعلمائها وكبارها وليعرف كيفية الحياة في القرى، وما يعانيه الفلاح من شظف العيش وقد كان بطبيعته محباً للرحلة، وقد ساعده على ذلك ثروته الكبيرة، ورغبته في المعرفة والاطلاع التي كانت تدفعه دائماً.
وقد كان هذا أحد الأسباب البارزة التي مكنته من تأليف كتابه الكبير فيما بعد، ولا شك أن الجبرتي قد أحاط بكثير
من أخبار البلاد والعباد، مما جعله صادق الأحكام دقيقاً في تحليل الأمور مستوعباً لكل صغيرة وكبيرة من حياة الشعب
المصري في الفترة التي تحدث عنها وتعامل معها.
لا شك أن الجبرتي قد استغرق في هذا العمل ليله ونهاره، واستمر يبحث عن مصادره ومراجعه، وبدأ يدون الأسماء، وكان من الطبيعي أن يبدأ بالمشايخ، ومن كان منهم شيخاً للأزهر، ومشايخ آخرين. من كان أبوه يطلق عليهم الطبقة العليا، ثم الطبقة التي تليها ممن اشتهروا بالعلوم الفقهية والعقلية والنقلية والشعر والأدب والخطابة وغير ذلك. كما شرع يدوّن أسماء الأمراء ومن بلغ منهم مشيخة البلد ومن شاركه في الحكم. استعان الجبرتي في علمه هذا بكل من اعتقد أن عندهم عوناً. ومن هؤلاء صديقه المشهور إسماعيل الخشاب الذي التحق شاهداً بالمحكمة، وكان من المشهورين بالعلم والأدب في عصره.
كان الجبرتي يشكو من غموض المئة سنة الماضية عليه، أي من عام 1070 هـ حتى 1170 هـ، لأن هذه السنوات سابقة على حياته، ولذلك حرص على أن يدون الأسماء من الدواوين الرسمية، أما بعد ذلك فهو عليه هيّن. يقول في شرح ذلك: «إنها تستبهم عليّ (المئة الماضية إلى السنة السبعين) وأما ما بعدها فأمور شاهدتُها، وأناس عرفتهم، على أني سوف أطوف بالقرافات (المقابر) وأقرأ المنقوش على القبور، وأحاول جهدي أن أتصل بأقرباء الذين ماتوا، فأطلع على إجازات الأشياخ عند ورثتهم، وأراجع أوراقهم إن كانت لهم أوراق، وأسأل المعمرين ماذا يعرفون عمن عايشوهم، ولا أرى بعد ذلك مرجعاً أعتمده غير ما طلبتُ منك (أي من الخشاب)».
كان دقيقاً لا يكتب عن حادثة إلا بعد أن يتأكد من صحتها وقد يؤخر التدوين حتى يحيط بالمصادر التي تصححها سواء بالتواتر أو بالشهادة.

## الحملة الفرنسية على مصر
ظل الجبرتي مشتغلاً بجمع أخباره وتقييدها حتى فاجأته وفاجأت المصريين جميعهم الحملة الفرنسية على مصر سنة 1798م. كان الجبرتي في وقتها في الرابعة والأربعين من عمره، ولذلك فهو لم ينقطع خلال فترة بقاء الفرنسيين في مصر عن تسجيل أعمالهم، ورصد تحركاتهم، والتعليق على أقوالهم وأفعالهم، وكان أكثر العلماء الأزهريين دقة في تدوين ملاحظاته على نظام الحياة في مجتمع الجنود الفرنسيين وطرائقهم في تنظيم حياتهم.

### وقد انقسمت ملاحظات الجبرتي إلى قسمين

#### أولاً الملاحظات السياسية
تتعلق بنظم الحكم الذي اتبعه الفرنسيس ومنشوراتهم وتقاريرهم وتحليل أقوالهم ورصد أهدافهم من الحملة ووجودهم في مصر. وفي هذا القسم لم يكن الجبرتي على إلمام كامل بالحياة الفرنسية وبالعالم الخارجي، فلم يستطع تحليل الأحداث تحليلاً عميقاً مثل ما فعل في القسم الثاني من ملاحظاته وهي الملاحظات الاجتماعية خلال تلك الفترة.

#### ثانياً الملاحظات الاجتماعية
ففي هذا القسم يتحدث الجبرتي عن مشاهداته الشخصية وتجاربه العملية الحياتية، وقد تفاوتت مواقفه من الحياة الاجتماعية والثقافية للفرنسيين فأحياناً كنتَ تراه معجباً ببعض مظاهر السلوك ولا سيما ما يتعلق بالمعرفة وحب العلم وإجراء التجارب واستخدام الأجهزة والأدوات. وأحياناً كنتَ تراه ساخطاً خاصة فيما يتعلق بتصرفات النساء منهم وخروجهن للعمل سافرات على غير المعهود في المجتمعات الإسلامية في ذلك الوقت.

## موقفه من الفرنسيين
كان الجبرتي يتردد على بعض المنشآت الفرنسية في مصر، وكان يلتقي ببعض رجالهم، ولعل أبرز احتكاكه بالفرنسيين مما أهله لما صار عليه من العلم بأحوالهم، إنه كان عضواً في الديوان الوطني الذي أنشأه الجنرال مينو.

## الاتهامات التي تعرض لها الجبرتي
تعرّض الجبرتي إلى النقد في موقفه من الفرنسيين من المصريين ومن الفرنسيين كذلك، فقد اتهمه المصريون بالتعاون مع الفرنسيين والولاء لهم في سياق تأريخه، كما اتهمه الفرنسيون بالتعصب ضد مظاهر الحضارة الحديثة التي كانوا يدعون تقديمها للعالم الإسلامي والمجتمع المصري.
نال كتاب الجبرتي ثناءً كبيراً في أواسط الشعب ومن الحكام الأتراك. فقد حمله الوزير العثماني إلى الآستانة بتركيا وعرضه على السلطان العثماني سليم الثالث الذي أمر كبير أطبائه مصطفى بهجت بنقله إلى اللغة التركية فتمّ ذلك في عام 1807م.

## عجائب الآثار في التراجم والأخبار
حفز هذا الثناء والتكريم الذي قوبل به كتاب الجبرتي، على أن يجمع تاريخ مصر الذي انشغل به منذ خمسة عشر عاماً في كتاب واحد. ولذا فقد عقد العزم على كتابة تاريخ مصر الكامل جاعلاً كتابه (مظهر التقديس بزوال دولة الفرنسيس) أحد فصوله الرئيسية. فقسم الكتاب إلى ثلاثة أجزاء. الجزء الأول حتى آخر عام 1189 هـ، والثاني حتى آخر عام 1212 هـ، وبالثالث حتى آخر عام 1220 هـ وأسماه (عجائب الآثار في التراجم والأخبار) والمعروف «بتاريخ الجبرتي»، وقد انتهى الجبرتي من تدوين هذه الأجزاء الثلاثة في عام 1236هـ 1822م
دفع الجبرتي الاشتغال بكتابة تاريخه أن وقف موقف المعارضة لحكم محمد علي باشا منذ بداية حكمه لمصر وانشقاقه على الدولة العثمانية. وظل سنوات يترقب ما ستؤول إليه الأحداث في عهد هذا الرجل وكان خلال ذلك يرصد كل شيء، ويدوّن الحوادث والمتفرقات، ويسند كل ما يقول ويدون إلى مصدر ثقة أو شاهد عيان سماع عاصر الحدث أو سمع عنه. وكان يحرص أن يعاين الأحداث العامة بنفسه ليتوخى الصدق ويتجنب نقل الأخبار الكاذبة، لقد تعرّض الجبرتي في سياق ذلك لكل شيء، فقد ذكر الأحوال الاقتصادية من زراعة وتجارة وفلاحة، وإلى أنواع النقود المتداولة في الدولة وإلى الأسعار وأنواع المقايضات التي كانت تحكم العلاقات التجارية. وتعرض إلى الحياة الاجتماعية بكل ما فيها من أحوال شخصية وعادات أسرية وقيم سائدة في المجتمع آنذاك. كما تعرض إلى الحياة الدينية والثقافية وأخبار الأدباء والعلماء المشهورين والمشايخ البارزين.

## حادثة مقتل ابنه خليل
ظل الجبرتي دؤوباً في عمله حتى عام 1237 هـ عندما فاجأته فاجعة لم تكن بالحسبان، فقد قُتِل ولده خليل. تلك الحادثة التي قصمت ظهره. وقد كثرت الأحاديث حول أسباب وظروف قتل الابن، ولكن أغلبها تشير إلى أن سبب ذلك هو موقفه المعارض من حكم محمد علي وثورته على الدولة العثمانية. حيث قد أمره محمد على بكتابة كتاب لمدحه فرفض الجبرتى فهدده فرفض أيضا مما جعل محمد على يقوم بقتل ابنه خليل.

## وفاته
لكن عبد الرحمن الجبرتي هدّته هذه الحادثة الفاجعة، فلم يجد القدرة على استكمال تاريخه وفقد دافعه لاستكمال المسيرة التي بدأها. وظل يبكي ابنه حتى كف بصره. ولزم هذا المؤرخ الكبير بيته بعد تلك الفاجعة التي ألمت به لا يقرأ ولا يكتب ولا يتابع الأخبار حتى توفي عام 1240 هـ بعد مقتل ولده بحوالي ثلاث سنوات.

## وصلات خارجية
- عبد الرحمن الجبرتي على موقع الموسوعة البريطانية (الإنجليزية)
- عبد الرحمن الجبرتي على موقع أرشيف الشارخ.